# 니시토사촌
니시토사촌(일본어: 西土佐村)은 일본 고치현 하타군에 있던 촌이다.
2005년 4월 10일에 나카무라시와 합병해, 현재는 시만토시가 되었다. 

## 지리
현 서부 산간에 있으며, 시만토강이 흐르고 있다.

## 역사
- 1958년 4월 10일 - 에카와사키촌, 쓰다이촌이 합병해, 니시토사촌이 탄생하였다.
- 2005년 4월 10일 - 나카무라시와 합병해, 새로운 시만토시가 되었다.

## 교통

### 철도
- 시코쿠 여객철도
  - 요도 선

### 도로
- 국도 제381호선
- 국도 제441호선

## 참고 문헌
- 角川日本地名大辞典編纂委員会,『角川日本地名大辞典 39 高知県』1983, 角川書店